# Oblivia
Oblivia es un género de plantas fanerógamas perteneciente a la familia de las asteráceas.   Comprende 3 especies descritas y de estas, solo 2 aceptadas.

## Taxonomía
El género fue descrito por John Lance Strother y publicado en Systematic Botany 14(4): 541. 1989. La especie tipo es: Salmea mikanioides Britton. = Oblivia mikanioides (Britton) Strother	  

## Especies aceptadas
A continuación se brinda un listado de las especies del género Oblivia aceptadas hasta julio de 2012, ordenadas alfabéticamente. Para cada una se indica el nombre binomial seguido del autor, abreviado según las convenciones y usos.
- Oblivia mikanioides (Britton) Strother
- Oblivia simplex (V.M.Badillo) H.Rob.